# بیولا (داکوتای شمالی)
بیولا(به انگلیسی: Beulah) شهری در ایالت داکوتای شمالی کشور ایالات متحده آمریکا است که جمعیت آن در سرشماری سال ۲۰۱۰ میلادی، ۳٬۱۲۱ نفر بوده‌است.